# Zračna konjenica
Zračna konjenica (izvirno angleško Air Cavalry; krajše tudi Air Cav) je taktika zračnega desanta, ki jo je razvila Kopenska vojska Združenih držav Amerike.
Taktika je bila razvita malo pred vietnamsko vojno, ko so ugotovili, da bo zaradi terena (neprehodna džungla, močvirja, vodne ovire,...) ovirana mobilnost enot. Zato so prišli na idejo zračnega transporta s pomočjo helikopterjev. 
Helikopterji s pehotnimi vojaki bi vzleteli iz oporišča, nakar bi izvedli zračni desant na področju, ki bi bilo primerno in dovolj veliko za pristajanje. Tam bi se vojaki izkrcali in nato napadli sovražnika. Helikopterji bi se med tem vrnili nazaj v oporišče po okrepitve v vojakih in/ali opremi ali pa bi izvajali zračno podporo z mitraljiranjem in/ali raketiranjem sovražnika. Ko bi se helikopterji vrnili v drugem valu z okrepitvami, bi istočasno na njih naložili tudi ranjence.
Prvič je bila ta taktika preizkušena 14. novembra 1965 v bitki za Ia Drang, ko je 7. konjeniški polk pristal v dolini Ia Drang na operaciji Išči in uniči.
Ime izhaja iz dejstva, da so jo sprva izvajale konjeniške enote, opremljene s helikopterji (npr. 1. konjeniška divizija z UH-1 Huey). Danes se uporablja predvsem zračni desant (angleško Air Assault), čeprav zračnodesantne konjeniške enote ostajajo neuradno poimenovane zračna konjenica.